# Charles M. Cooke (Admiral)

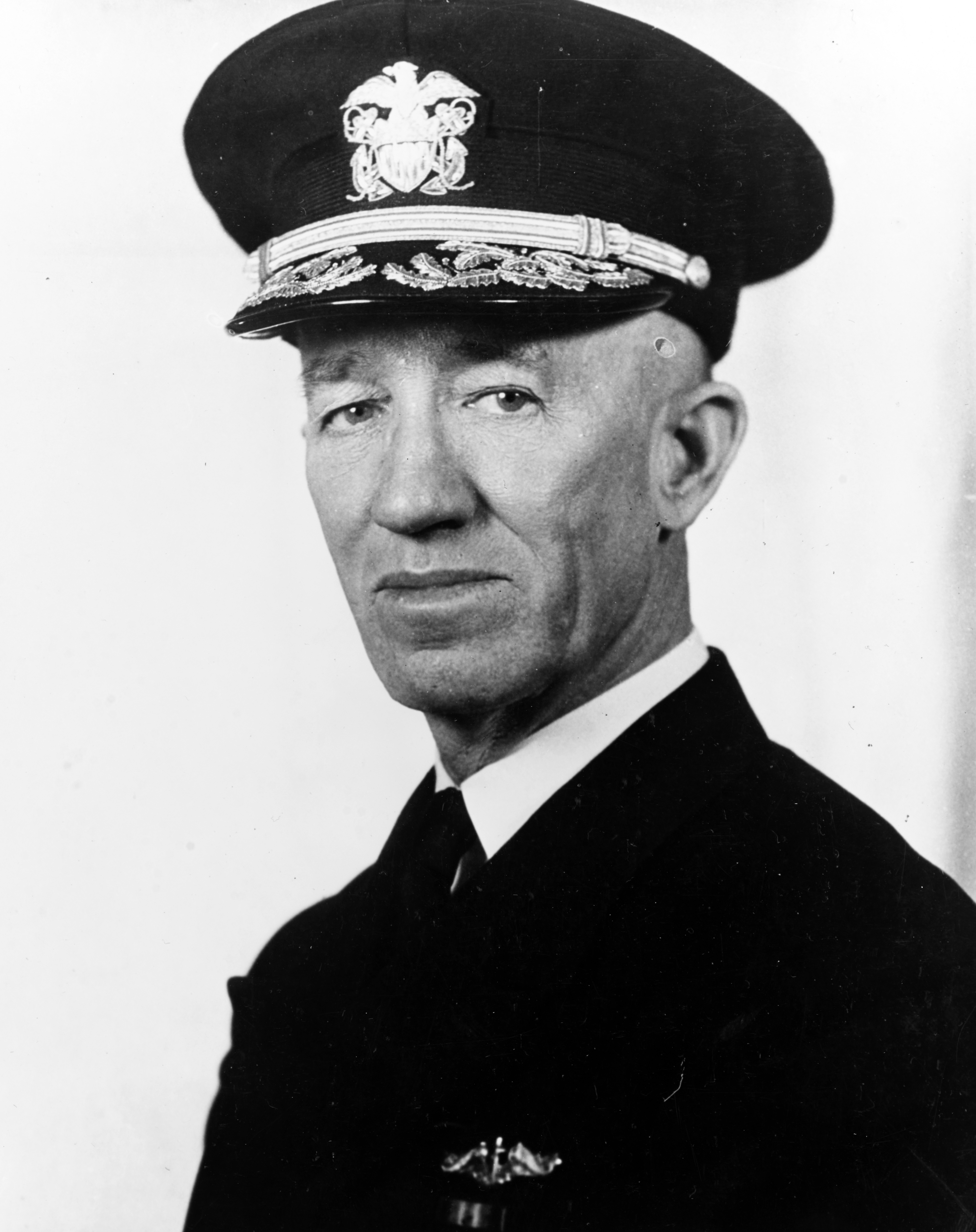
Vizeadmiral Cooke

Charles Maynard Cooke jr. (* 19. Dezember 1886 in Fort Smith, Arkansas; † 24. Dezember 1970 im Sonoma County, Kalifornien) war ein US-amerikanischer Admiral.
Er war der wichtigste Planungsoffizier Admiral Kings. Von 1945 bis 1948 war er Befehlshaber der 7. Flotte (Naval Forces Western Pacific).

## Leben
Charles „Savvy“ Cooke erwarb 1906 einen akademischen Grad an der Universität von Arkansas und trat danach in die US-Marineakademie in Annapolis, Maryland, ein, die er 1910 als Zweitbester seines Jahrgangs abschloss.
Danach diente er bis 1913 auf den Schlachtschiffen Connecticut, Maine und Alabama und wurde währenddessen – nach Ablauf der vorgeschriebenen zwei Jahre – zum Leutnant zur See befördert. Danach wurde er zum U-Boot-Führer ausgebildet und übernahm als Oberleutnant das Kommando über das U-Boot E-2 (ehemals Sturgeon). Von 1916 bis 1918 diente er an Land in der Werft in Quincy, Massachusetts (Inspection Duty). Im Juni 1917 zum Kapitänleutnant und im Juli 1918 für die Dauer des Krieges zum Korvettenkapitän befördert, überwachte er die Ausrüstung des U-Boots R-2 und wurde nach seiner Indienststellung im Januar 1919 der Kommandant.
Von 1919 bis 1920 wiederholte Cooke dasselbe noch einmal für das größere U-Boot S-5 und zeichnete sich aus, als es am 1. September 1920 wegen eines Wassereinbruch durch ein versehentlich nicht geschlossenes Luftventil vor der Delaware Bay sank.
Während des nächsten Jahrzehnts war Cooke Executive Officer auf dem U-Boot-Tender Rainbow, hatte Landverwendungen auf den Marinestützpunkten Cavite und Mare Island, war Geschützoffizier auf dem Schlachtschiff Idaho und hatte eine Verwendung im Marineministerium. Von 1931 bis 1933 führte er eine U-Boot-Abteilung, besuchte den Senior Course am Naval War College, war Kommandant der Marinestation in Guantánamo Bay, war noch einmal im Marineministerium und dann Einsatzplanungs- und Nachschuboffizier (War Plans and Logistics Officer) im Stab der United States Fleet.
Im Juni 1938 zum Kapitän zur See befördert, kehrte Cooke nach Washington, D.C. zurück und wurde Stabsoffizier im Einsatzplanungsstab des Chief of Naval Operations CNO. Im Februar 1941 übernahm er das Kommando über das Schlachtschiff Pennsylvania, die er auch während des japanischen Angriffs auf Pearl Harbor und bis ins Jahr 1942 führte. Zum Konteradmiral ernannt, wurde Cooke dann der wichtigste Planungsoffizier im Stab Ernest J. Kings, der zugleich Oberkommandierender der US-Flotte (CINCUS) und Chief of Naval Operations (CNO) war. Er spielte bis nach Ende des Zweiten Weltkrieges eine wichtige Rolle in Kings Stab. Er war zuletzt als Deputy Chief of Naval Operations (Operations) und Vizeadmiral Kings Stellvertreter und gilt als der brillanteste Planer des Pazifikkrieges.
Vom 2. Oktober 1945 bis zum 28. Februar 1948 kommandierte er als Vier-Sterne-Admiral die 7. Flotte, die am 1. Januar 1947 in Naval Forces Western Pacific umbenannt wurde. Nach seiner Zurruhesetzung im Mai 1948 ließ er sich im Sonoma County in Kalifornien nieder, wo er am 24. Dezember 1970 starb.